# Marion Koopmans

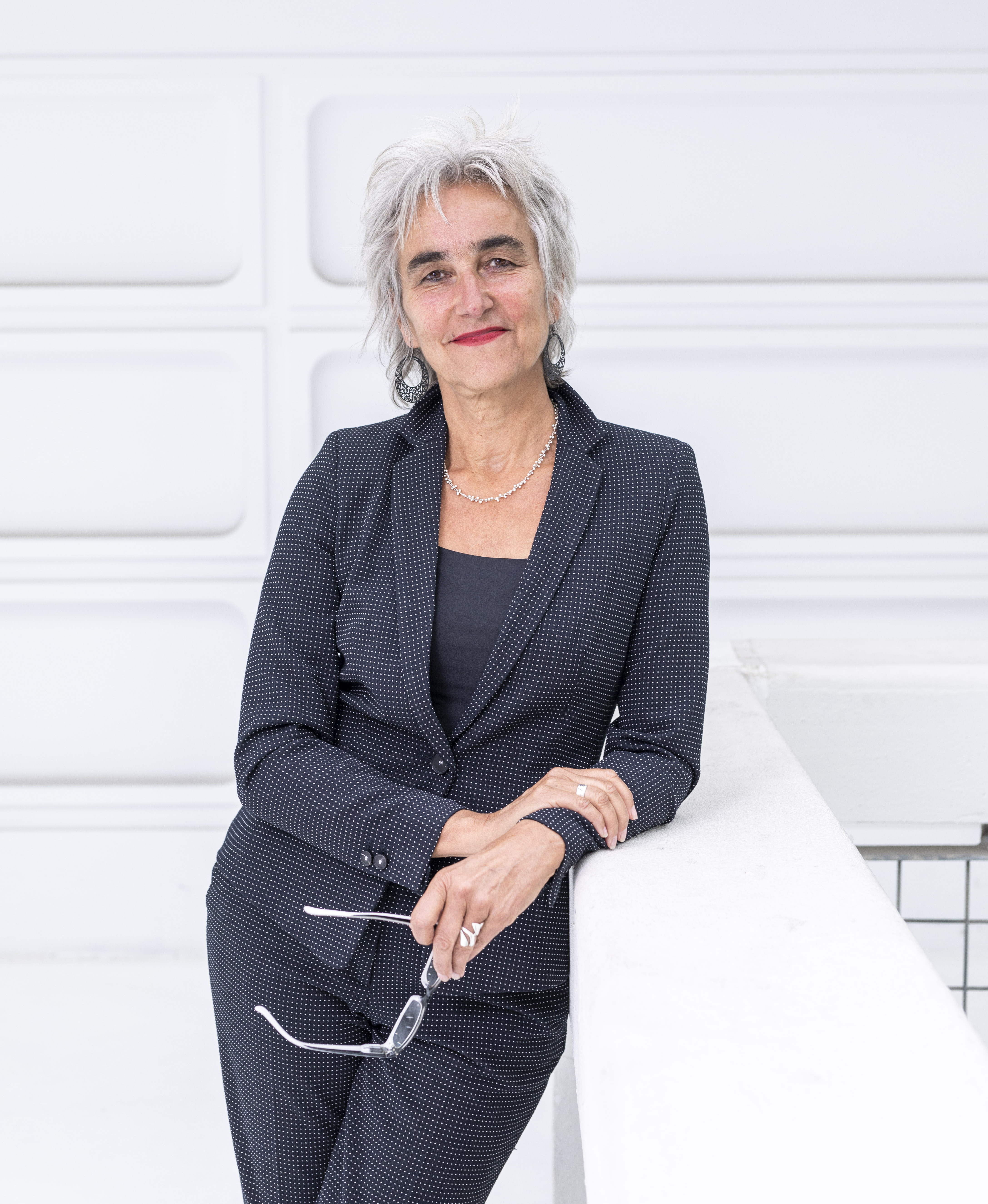
Marion Koopmans (2018)

Marion Koopmans (eigentlich Maria Petronella Gerarda Koopmans; * 21. September 1956 in Steyl) ist eine niederländische Virologin, sie ist Leiterin der Abteilung für Virologie (Viroscience) des an die Erasmus-Universität Rotterdam angegliederten Erasmus MC (Medisch Centrum). Ihre Forschung umfasst neue Infektionskrankheiten, Noroviren und Veterinärmedizin. Sie ist eine führende Vertreterin des One-Health-Konzepts. 2018 erhielt sie den Stevin-Preis der NWO (Nederlandse Organisatie voor Wetenschappelijk Onderzoek). Sie ist Mitglied der wissenschaftlichen Beratergruppe der Weltgesundheitsorganisation.

## Ausbildung und erste Karriereschritte
Koopmans studierte Veterinärmedizin an der Universität Utrecht. 1976 erwarb sie dort einen Bachelor-Abschluss und blieb dort für ihre Dissertation über Toroviren. Sie erwarb zwei Graduiertenabschlüsse in Veterinärmedizin und wurde 1977 amtlich als Tierärztin für Mikrobiologie anerkannt. Sie interessierte sich zunehmend für Virologie und wechselte in die Vereinigten Staaten, um sich auf Viren zu spezialisieren, die vom Tier auf den Menschen übertragbar sind. Von 1991 bis 1994 setzte sie als Gastwissenschaftlerin an den Centers for Disease Control and Prevention ihre Forschungen an Enteroviren (Darmviren) fort.

## Forschung und Karriere
1994 wurde Koopmans zur Leiterin der Enteroviren-Gruppe, 2000 zur Leiterin der virologischen Abteilung des RIVM (Niederländischen Reichsinstituts für Volksgesundheit und Umwelt) ernannt. Sie engagierte sich besonders beim Umbau der Abteilung und der Übertragung ihrer Forschung aus dem Labor in praktische Anwendungen für die Beherrschung von Infektionskrankheiten. Mitte der 1990er Jahre gründete sie eine internationale Initiative von Laboren zur Erforschung von humanen Noroviren. Das ursprüngliche Maximalziel, einen Impfstoff zu entwickeln, mit dem sich diese immer wieder aufflammende Seuche dauerhaft zurückdrängen lässt, liegt nach wie vor in der Zukunft. Die gemeinsame Datenbank noronet.nl, die Virusgenome, krankheitsauslösende und Verbreitungs-Eigenschaften der verschiedenen Erregerstämme verknüpft, ermöglichte jedoch bereits das Verfolgen der Evolution des Virus und damit eine genauere Reaktion auf Ausbrüche. 2006 wurde sie zur Professorin für öffentliche Gesundheitspflege am Erasmus MC in Rotterdam berufen. Ihre Abteilung verwendet Laborforschung und Epidemiologie, um die Pathogenese von Infektionskrankheiten zu verstehen, ihre Übertragungswege nachzuweisen und diese Forschungsergebnisse für die Diagnostik anwendbar zu machen.
Als sich 2003 eine Vogelgrippe (Influenza A Subtyp H7N7) in den Niederlanden ausbreitete, erlebte Koopmans erstmals einen Infektionsausbruch durch einen neuen Erreger. Die Entwicklung einer koordinierten Reaktion war ihre Aufgabe, sie erarbeitete gemeinsam mit Ärzten und Veterinären schnell einen Maßnahmenplan für den öffentlichen Gesundheitsdienst. Ihre Erfahrungen bei der Leitung dieser Antwort auf den Vogelgrippe-Ausbruch bereiteten sie auf nachfolgende Epidemien, einschließlich MERS und Zikafieber, vor. Während der Ebolafieber-Epidemie 2014 bis 2016 im westlichen Afrika war Koopmans verantwortlich für den Einsatz von mobilen Laboratorien in Liberia und Sierra Leone. Mit ihrem Team vom Erasmus MC bildete sie Freiwillige zum Betreiben von Testungs- und Behandlungs-Programmen aus. Koopmans gehört der wissenschaftlichen Beratergruppe des R&D Blueprint Projekts der Weltgesundheitsorganisation an. Das Projekt sucht nach den Ursachen von Fehlschlägen bei der Bekämpfung von Epidemien und will für die Zukunft die weltweite Seuchenbereitschaft stärken. Als Teil dieser Bemühungen analysierte Koopmans die Reaktion des öffentlichen Gesundheitsdienstes auf das Zika-Virus. Sie identifizierte drei wesentliche Hindernisse für eine effektive Antwort: Verzögerungen bei den Durchführungsgenehmigungen, Probleme bei der Logistik der Laborunterstützung und das Fehlen eines strukturierten Zeitplans für die Aufbringung von Mitteln. Koopmans leitet außerdem das Zentrum für neu aufkommende virale Erkrankungen der WHO. Sie ist die wissenschaftliche Koordinatorin des Horizon-2020-Projektes COMPARE, das Sequenzierungstechniken der nächsten Generation für die Identifizierung und Kartierung von Ausbrüchen entwickeln soll. COMPARE will Ausbrüche von Lebensmittelinfektionen eindämmen und mildern.
2018 wurde Koopmans von der NWO (Nederlandse Organisatie voor Wetenschappelijk Onderzoek) für ihre Arbeiten über die Übertragung von Viren von Tieren auf den Menschen mit dem Stevin-Preis ausgezeichnet. 2019 wurde dem von ihr initiierten VEO-Konsortium (Versatile Emerging infectious disease Observatory, Observatorium für übertragbare neu aufkommende Infektionskrankheiten) ein 9-Millionen-€-Zuschuss der NWO zuerkannt. Das VEO-Konsortium soll in breiter interdisziplinärer Kooperation, auch mit nicht fachwissenschaftlichen Institutionen und Arbeitsgruppen, untersuchen, wie Änderungen der Umwelt, des Reiseverkehrs und weiterer Faktoren das Risiko von Infektionskrankheiten beeinflussen. Das VEO betrachtet dabei vektorbasierte (d. h. von Blut saugenden Insekten oder Zecken übertragene), zoonotische (d. h. von Tieren auf den Menschen übertragene) sowie versteckte Pathogene. 2019 veröffentlichte Nature einen Artikel von ihr und anderen, in dem sie zu einem Wandel in der Seuchenvorsorge und -reaktion aufriefen. In dem Artikel zitierte sie Dr. Michael Ryan, den Exekutivdirektor des WHO-Programms für Notfalleinsätze, mit den Worten „Wir stehen am Anfang einer gänzlich neuen Phase schwerwiegender Epidemien … Dies ist die neue Normalität, …“. 2019 wurde Koopmans zum Mitglied der Königlich Niederländischen Akademie der Wissenschaften gewählt. Sie hat (Stand August 2024) laut Google Scholar einen h-Index von 144 und laut der Datenbank Scopus einen solchen von 115.

## Arbeiten zu COVID-19
Seit Anfang 2020 arbeitete Koopmans an der Forschung zum Virus SARS-CoV-2 und der Ausbreitung von COVID-19. Koopmans führte eine groß angelegte Testung von Mitarbeiterinnen und Mitarbeitern im niederländischen Gesundheitswesen durch und wies damit bereits Mitte März 2020 eindeutig nach, dass es in großer Zahl asymptomatische Überträger in der niederländischen Bevölkerung gab. Koopmans überprüfte mit ihrem Team vom Erasmus Medical Centre die Eignung (Sensitivität und Spezifität) von Antikörpertest-Kits. Ihre Abteilung leitete auch einen wissenschaftlichen Qualitätstest von kommerziell angebotenen Echtzeit-RT-PCR-Assays für SARS-CoV-2-Testungen (publiziert im Juni 2020). Während sie ihre Führungsaufgabe bei der wissenschaftlichen Antwort auf die Pandemie wahrnahm, engagierte sich Koopmans zugleich in der Wissenschaftskommunikation über das Virus, sie machte Gebrauch von Social Media sowie Fernseh- und Radio-Interviews, um aktuelles Wissen aus der Forschung mit der Allgemeinheit zu teilen. Koopmans sagte, dass infolge der zunehmenden Inbesitznahme des Planeten durch uns Menschen die Zahl der gefährlichen von Tieren auf den Menschen übertragenen Krankheiten steigen werde. Sie wurde in das coronavirus disease Beratergremium der Europäischen Kommission berufen. Dieses Gremium erarbeitete Empfehlungen für die öffentlichen Gesundheitsdienste der Mitgliedsstaaten während der Pandemie.
Sie war gemeinsam mit Richard Molenkamp, Daphne GJC Mulders und Bart L. Haagmans vom Erasmus MC sowie Chantal Reusken, Adam Meijer, Bas van der Veer, Sharon van den Brink, Lisa Wijsman und Gabriel Goderski vom RIVM, Christian Drosten samt Team und einigen anderen beteiligt an der Publikation „Detection of 2019 novel coronavirus (2019-nCoV) by real-time RT-PCR“, die bereits am 23. Januar 2020 in Eurosurveillance publiziert wurde. Diese Arbeit ermöglichte die zuverlässige PCR-Testung, die schnell zum allgemein anerkannten Standard für die SARS-CoV-2-Diagnostik wurde. Die Beschreibung der Studie in Google Scholar endet mit den Worten: „Conclusion: The present study demonstrates the enormous response capacity achieved through coordination of academic and public laboratories in national and European research networks.“ / deutsch etwa: „Schlussfolgerung: Diese Studie beweist die enorme Reaktionsfähigkeit, die erreicht wird, indem wissenschaftliche Labore und Labore des öffentlichen Gesundheitsdienstes in landesweiten und europäischen Forschungsnetzwerken koordiniert zusammenarbeiten.“

## Ehrungen und Auszeichnungen
- 2004 Goslingpreis der Niederländischen Vereinigung für Infektionskrankheiten (Nederlandse Vereniging voor Infectieziekten W.R.O.)[30]
- 2017 Ehrendoktorwürde (Æresdoktor) von Dänemarks Technischer Universität[31]
- 2018 Stevin-Preis (Stevin Premie) der Nederlandse Organisatie voor Wetenschappelijk Onderzoek[10]
- 2024 Mitglied der National Academy of Sciences

## Selected publications
- Fouchier, R.A.M. (Ron) Schneeberger, P.M. (Peter) Rozendaal, F.W. (Frans) Broekman, J.M. (Jan) Kemink, S.A. (Stiena) Munster, V.J. (Vincent) Rimmelzwaan, G.F. (Guus) Schutten, M. (Martin) Doornum, G.J.J. (Gerard) van Koch, G. (Guus) Bosman, A. (Arnold) Koopmans D.V.M., M.P.G. (Marion) Osterhaus, A.D.M.E. (Albert) Kuiken, T. (Thijs): Avian influenza A virus (H7N7) associated with human conjunctivitis and a fatal case of acute respiratory distress syndrome. In: Proceedings of the National Academy of Sciences of the United States of America. Band 101, Nr. 5, 3. Februar 2004, S. 1356–61, doi:10.1073/pnas.0308352100, PMID 14745020, PMC 337057 (freier Volltext).
- Diane G. Newell, Marion Koopmans, Linda Verhoef et al.: Food-borne diseases — The challenges of 20years ago still persist while new ones continue to emerge. In: International Journal of Food Microbiology. Band 139, 30. Mai 2010, ISSN 0168-1605, S. S3–S15, doi:10.1016/j.ijfoodmicro.2010.01.021, PMID 20153070, PMC 7132498 (freier Volltext) – (englisch, sciencedirect.com – Sonderausgabe Resultate der Konferenz „Future Challenges to Microbial Food Safety“, Wolfheze (NL) 9.–12. Juni 2008).
- Marion Koopmans, Erwin Duizer: Foodborne viruses: an emerging problem. In: International Journal of Food Microbiology. Band 90, Nr. 1, 1. Januar 2004, ISSN 0168-1605, S. 23–41, doi:10.1016/s0168-1605(03)00169-7, PMID 14672828, PMC 7127053 (freier Volltext).
- The Novel Coronavirus Outbreak: What We Know and What We Don't. In: Cell. Band 180, Nr. 6, 19. März 2020, ISSN 0092-8674, S. 1034–1036, doi:10.1016/j.cell.2020.02.027, PMID 32078801, PMC 7154513 (freier Volltext).